# 나나우라촌 (지바현)
나나우라촌(七浦村)은 지바현 아와군에 일찍이 존재했던 촌이다. 
현재의 미나미보소시 동부에 해당한다. 미나미보소 시립 시치우라 초등학교 등에 그 이름을 남긴다.

## 역사
- 1889년 4월 1일 - 정촌제 시행에 의해 아사이군 나나우라촌이 성립하였다.
- 1897년 4월 1일 - 아사이군이 폐지되어 아와군이 되었다.
- 1954년 4월 1일 - 지쿠라정, 다케다촌과 합병해 새로운 지쿠라정이 신설되어, 동일 나나우라촌은 폐지되었다.